# Juliet in collegio
Kishuku gakkō no Juliet (寄宿学校のジュリエット?, Kishuku gakkō no Jurietto), conosciuto anche in inglese col titolo Boarding School Juliet, è un manga scritto e disegnato da Yōsuke Kaneda. Il manga è stato serializzato a partire dal 2015 sul Bessatsu Shōnen Magazine di Kōdansha, per poi spostarsi sul Weekly Shōnen Magazine nel 2017 e terminare il 4 settembre 2019. Il manga è stato raccolto in sedici volumi tankōbon dalla sua uscita fino a oggi. Un adattamento light novel, scritto da Tadahito Mochizuki e illustrato da Kaneda è stato pubblicato in un singolo volume il 9 febbraio 2017. Una serie televisiva anime da 12 episodi prodotta da Liden Films è stata trasmessa dal 6 ottobre al 22 dicembre 2018 e pubblicata in simulcast con il titolo Juliet in collegio su Prime Video sottotitolata in italiano.

## Trama

### Ambientazione
La storia è ambientata in un mondo alternativo in cui le nazioni conosciute appartengono a due schieramenti rivali: la Touwa e il Principato dell'Ovest. La nazione della Touwa rimanda, nelle ambientazioni e negli usi, al Giappone feudale, invece l'Ovest ricorda molto l'Europa ed è dominato da una nobiltà ancora molto potente e influente (nell'episodio pilota del manga, effettivamente la Touwa era indicata come facente parte del Giappone e l'Ovest corrispondeva al Regno Unito). Fra i due schieramenti esistono accordi di pace, ma si tratta di mere formalità, in quanto i due popoli si detestano e rifiutano qualsiasi tentativo di fraternizzare. L'isola di Dahlia, che fa da ambientazione principale della storia, è invece un territorio neutrale destinato alla coabitazione fra i due popoli; vi sorge la Dahlia Academy, un istituto scolastico frequentato sia da studenti della Touwa sia dell'Ovest, fra i quali permane un forte antagonismo, che spesso sfocia in scontri violenti.

### Storia
La Dahlia Academy è un istituto scolastico frequentato dai giovani di due Paesi rivali, la nazione della Touwa e il Principato dell'Ovest. Gli studenti sono divisi in due dormitori in base alla loro provenienza: i ragazzi della Touwa compongono il dormitorio dei 'Black dogs', i giovani dell'Ovest il dormitorio dei 'White cats'. Benché tenuti a condividere ogni aspetto della loro vita scolastica, gli studenti dei due dormitori sono perennemente in lotta fra di loro, e ogni relazione amicale è scoraggiata e anzi è causa di biasimo: addirittura si racconta di una coppia di innamorati composta da un 'Black dog' e un 'White cat' che furono divisi e scacciati dalla scuola. Romio Inuzuka, studente sedicenne della Touwa e capo riconosciuto dei 'Black dogs', è da anni segretamente innamorato di Juliet Persia, leader dei 'White cats' e sua eterna rivale, e le si dichiara promettendo che cambierà il mondo pur di poter restare al fianco della ragazza. Romio e Juliet cominciano così a frequentarsi in segreto, fra episodi di vita scolastica, le frequenti interferenze da parte degli altri personaggi e i tentativi di eliminare le ostilità fra i due schieramenti e costruire un mondo in cui poter stare insieme.

## Personaggi

### Principali
Romio Inuzuka (犬塚露壬雄?, Inuzuka Romio)
Doppiato da: Yūki Ono
Protagonista maschile dell'opera, è il figlio secondogenito della nobile famiglia Inuzuka della Touwa, il fratello di Airu e il capo dei 'Black dogs'. È innamorato di Juliet Persia fin dell'infanzia, infatti ha sempre cercato di proteggerla durante i loro scontri. Ha un'idea irrealisticamente romantica delle relazioni, che si riflette nei suoi maldestri tentativi di corteggiare Juliet ed è più volte causa di derisione da parte degli altri personaggi. Nonostante sembri un teppista e spesso si comporti come tale, è un ragazzo impulsivo e generoso, sempre pronto a sostenere Juliet e ad aiutare i compagni. Non è uno studente particolarmente brillante, in compenso ha una forza fisica straordinaria, capace i sdradicare alberi o sollevare statue con poco sforzo. Non sa nuotare. Decidendo di entrare a far parte del consiglio studentesco per poter cambiare in meglio i rapporti fra i 'Black dogs' e i 'White cats' diventa l'assistente del prefetto Teria, migliorando notevolmente dal punto di vista scolastico (complice il suo desiderio di creare un ambiente e un mondo nuovo dove lei e Juliet possano vivere la loro relazione in pace). Durante il suo secondo anno di scuola, i 'Black dogs' lo eleggono loro capo prefetto, e sotto la sua guida si realizza la fine delle ostilità fra i due schieramenti rivali del corpo studentesco. Dopo il diploma, torna nella Touwa per diventare un diplomatico così da favorire la pace fra la Touwa e l'Ovest, e si sposa con Juliet. Il cognome di Romio è un riferimento alla razza canina Shiba Inu.
Juliet Percia (ジュリエット・ペルシア?, Jurietto Perushia)
Doppiata da: Ai Kayano
Protagonista femminile, è l'interesse amoroso di Romio. È l'unica figlia del Conte di Persia e di un'attrice di nome Ragdoll, nonché la leader dei 'White cats'. In quanto ragazza, la legge dell'Ovest le impedirebbe di ereditare il titolo del padre; ciononostante Juliet, desiderando di cambiare il mondo, si è sempre data molto da fare per diventare un successore non inferiore a qualsiasi uomo, il che l'ha portata a diventare una studentessa eccellente e il capo riconosciuto dei 'White cats'. È una provetta spadaccina e una cuoca mediocre, si sforza sempre di essere perfetta e teme di essere considerata debole o incapace perché femmina. È la migliore amica di Char e Scott è il suo braccio destro. Ha un rapporto difficile con i genitori in ragione della freddezza del padre e dei comportamenti da 'tsundere' della madre. Inizialmente, pur accettando i sentimenti del giovane, è riluttante a frequentare Romio e teme che la loro relazione non possa che causare infelicità, ma col passare del tempo i suoi sentimenti si rafforzano e Juliet comincia a condividere l'obiettivo di Romio di costruire un mondo in cui poter stare liberamente insieme. È grata a Romio perché egli l'ama nonostante i suoi difetti, e al tempo stesso la spinge a migliorarsi. Per poter frequentare Romio in più libertà si traveste da ragazzo e si fa passare per "Julio", uno studente delle medie appartenente ai 'Black dogs'; così facendo, ha modo di stringere amicizia con i 'Black dogs' e di conoscere la cultura della Touwa. Diventa assistente del prefetto Cyber e durante il secondo anno di scuola viene eletta Capo prefetto dei 'White cats'; sotto la sua guida le ostilità fra i due gruppi cessano, e si realizza l'unione fra 'Black cats' e 'White dogs'. Finita la scuola, Juliet si fidanza con Romio e torna nell'Ovest per succedere a suo padre; nell'epilogo della storia, ambientato sette anni dopo la fine della scuola, è diventata una figura di spicco dell'Ovest in quanto autrice della riforma dei privilegi nobiliari, ed è la prima donna dell'Ovest a ereditare il titolo del padre. Alla fine della storia sposa Romio. Il suo cognome è un riferimento al gatto persiano; come la Giulietta di Shakespeare, la sua città d'origine è Verona.

### Black Dogs
Hasuki Komai (狛井蓮季?, Komai Hasuki)
Doppiata da: Ayane Sakura
È un'amica d'infanzia di Romio ed è segretamente innamorata di lui. È solita parlare di sé in terza persona. Era una bambina molto studiosa e molto sola, ma l'amicizia con Romio le ha permesso di diventare più spontanea e farsi degli altri amici. Quando viene a sapere che Romio sta frequentando Juliet, inizialmente si sente doppiamente tradita e addirittura minaccia di fare del male al ragazzo , ma poi rinuncia a separare i due e riconosce il loro sentimento. Per entrare a far parte del consiglio studentesco si mette al servizio del prefetto Kochou, e durante il secondo anno diviene la vicepresidente e tesoriera. Ha un fratello minore di nome Kogi, che è molto geloso di lei. In occasione di una gita scolastica nel Principato dell'Ovest fa amicizia con Ragdoll, un'attrice e madre di Juliet, e decide di voler diventare attrice lei stessa. Nell'epilogo della storia, sette anni dopo la fine della scuola, è diventata un'attrice famosa sia nella Touwa che nell'Ovest. "Hasuki" è la pronuncia giapponese di Husky.
Chizuru Maru (丸流千鶴?, Maru Chizuru)
Doppiato da: Tomokazu Sugita
È un membro estremista dei 'Black dogs' con aspetto e atteggiamenti da delinquente, sempre in lite con Romio perché ne contesta il ruolo di leader. Detesta i White Cats e sembra avere un debole per Julio, l'alter-ego maschile di Juliet: quando scopre che si tratta di una ragazza si dichiara disposto ad essere amico, e quando Leon svela a tutta la scuola che Romio e Juliet si frequentano e che Julio è Juliet, si schiera dalla parte della coppia. Si dice abbia una forza seconda solo a quella di Romio. Dopo la scuola diventa un impiegato di banca di successo. Il nome "Chizuru" deriva dalla razza canina shin tsu.
Kento Tosa (土佐健斗?, Tosa Kento)
Doppiato da: Yoshimasa Hosoya
Delinquente amico di Maru e Kohitsuji, è considerato l'idiota del trio. Dopo la scuola si arruola nell'esercito. Il suo nome è un riferimento alla razza canina Tosa.
Eigo Kohitsuji (古羊英語?, Kohitsuji Eigo)
Doppiato da: Hiro Shimono
Delinquente amico di Maru e Tosa, è il più pervertito del trio: colleziona infatti riviste pornografiche che desidera condividere con Romio. Dopo la scuola diventa un fotografo. Il cognome "Koshitsuji" viene dal nome giapponese del cane da pastore tedesco.
Shizuka Shishi (獅子静香?, Shishi Shizuka)
Doppiata da: Riho Iida
Amica di Hasuki nonché membro dei Black Dogs.
Nia Pomera (歩米良仁愛?, Pomera Nia)
Doppiata da: Kaede Hondo
Amica di Hasuki e membro dei Black Dogs.
Shūna Inuzuka (犬塚 朱奈?, Inuzuka Shūna)
Quindicenne proveniente da un ramo secondario della famiglia di Romio, serve la famiglia Inuzuka come cane da guardia. È molto abile nel maneggiare le armi della Touwa, e condivide la forza spaventosa degli Inuzuka. Considera Romio suo fratello maggiore, di conseguenza è molto aggressiva e violenta nei confronti di chi lo attacca; di solito, invece, è una ragazza tranquilla e posata. Fa amicizia con Julio, non sapendo che si tratta di Juliet. Dopo essere sempre stata istruita in casa, comincia a frequentare la Dahlia Academy, dove continua a sostenere Romio e si fa dei nuovi amici. Nell'assistere Romio nei suoi nuovi compiti di prefetto, Shuna esprime il desiderio di diventare un prefetto dei 'Black dogs'.
Leon Inugami (狗神 玲音?, Inugami Reon)
Vecchia compagna di scuola di Romio e Hasuki, partecipa alle elezioni dei nuovi prefetti candidandosi contro Romio e proponendo un programma di segregazione fra 'Black Dogs' e 'White Cats' che sembra riscuotere molti consensi. Detesta Romio perché non tollera il suo desiderio di unire i due dormitori, e nel corso delle elezioni, per screditarlo e togliergli consensi, rivela pubblicamente la relazione esistente fra Romio e Juliet e la vera identità di "Julio", causando uno scontro violento fra i due schieramenti. Nonostante i suoi propositi, Romio e Juliet ricevono l'appoggio dei propri amici e sconfiggono Leon. Decide allora di ritirarsi dalla Dahlia Academy, ma Romio la convince a restare e a fare ammenda dei propri errori entrando a far parte del consiglio studentesco, dove si occupa della direzione degli affari generali. Il suo odio per i 'White Cats' è frutto delle sue vicende familiari: Leon è infatti figlia di un uomo della Touwa e di una donna dell'Ovest, e viveva felicemente con la sua famiglia nella Touwa, finché i parenti dell'Ovest le hanno portato via la madre per darla in sposa a qualche nobile dell'Ovest. Nel corso della storia riesce a ricongiungersi con la madre. Sette anni dopo la fine della scuola ha accettato le sue origini miste ed è diventata un'insegnante presso la Dahlia Academy. Il suo nome deriva da inugami, spirito canino della mitologia giapponese.
Kōgi Komai (狛井 晃葵?, Komai Kougi)
Fratello minore di Hasuki, è il leader dei 'Black Dogs' delle scuole medie. É un ragazzo molto suscettibile sulla sua bassa statura, forte e battagliero. É molto attaccato ad Hasuki e vendicativo nei confronti di chi la tratta male, incluso Romio, che ammira segretamente e desidera emulare. È un buon amico di Julio. Al primo anno di scuola superiore, fa amicizia con Shuna e Amelia e assiste Hasuki nei suoi compiti da prefetto, per poi diventarlo lui stesso. "Kougi" deriva dal welsh corgi pembroke.
Direttore dei Black Dogs (ブラックドギーハウスマスター ?, Burakku Dogii Hausumasutaa)
Direttore del dormitorio dei 'Black Dogs', ha un'immensa paura di parlare in pubblico, per cui quando vi è costretto biascica in modo incomprensibile. Parla invece molto chiaramente per insultare la direttrice dei 'White Cats', con cui è in lite continua.

### White Cats
Chartreux Westia (シャルトリュー・ウェスティア?, Sharutoryu Wesutia)
Doppiata da: Yū Shimamura
Chartreaux, da tutti chiamata Char, è la principessa dell'Ovest e la migliore amica di Juliet. È una ragazza viziata e dai comportamenti sadici, che tratta le persone come suoi schiavi: è infatti nota come la principessa-tiranna. L'unica eccezione è Juliet, che chiama "Per". Le due hanno stretto amicizia da quando una Juliet bambina la trattò con sincerità invece che con la condiscendenza che tutti le riservavano in quanto principessa. Da allora Char è molto protettiva di Juliet. Guarda con preoccupazione alla relazione di Juliet con Romio, che prima prova a distruggere ricattando e maltrattando Romio e infine si rassegna a sostenere, in quanto rende felice Juliet; il che non le impedisce di fargli dei dispetti e competere con lui per ricevere le attenzioni di Juliet. Durante l'ultimo anno di scuola, per seguire l'esempio di Romio e far felice Juliet, torna nell'Ovest e in quanto principessa si fa portavoce della riconciliazione con la Touwa. Il nome "Chartreux" deriva da "Chat de Chartreaux", il gatto certosino.
Scott Fold (スコット・フォールド?, Sukotto Fōrudo)
Doppiato da: Hiroshi Kamiya
È il braccio destro di Juliet, di cui è palesemente innamorato e cerca spesso di corteggiare in modo plateale, suscitando la gelosia di Romio. Detesta i 'Black dogs' e Inuzuka, con cui si ritrova a competere per le attenzioni di Juliet. É un ex delinquente diventato uno studente modello per amore di Juliet. È spesso vittima del sadismo della principessa Char. Per entrare a far parte del consiglio studentesco diventa l'assistente di Rex, che non esita a costringerlo ad andare in giro per la scuola vestito da ragazza. Anche dopo che Juliet e Romio hanno reso pubblica la loro relazione non rinuncia a fare la corte a Juliet. Il suo nome deriva dalla razza felina Scottish fold.
Aby Ssinia (アビ・シニア?, Abi Shinia)
Doppiato da: Shinnosuke Tachibana
È uno studente abbastanza popolare nella cerchia dei 'White cats' per via del suo bell'aspetto. In passato è stato vittima di bullismo per via delle sue origini non nobili, motivo per cui desidera a tutti i costi diventare popolare per guadagnarsi il rispetto e l'ammirazione altrui. Per superare la popolarità di Juliet approfitta del festival sportivo per sabotarla e ferirla, ma infine Romio lo sconfigge. In seguito si candida per far parte del consiglio studentesco e diventa l'assistente di Caith Sith. Dopo la fine della scuola sposa Somali e i due hanno due figlie. Il suo nome deriva dal gatto abissino.
Somali Longhaired (ソマリ・ロングヘアード?, Somari Ronguheādo)
Doppiata da: Eri Kitamura
Una ragazza dalla forza sovrumana e il carattere allegro e vivace, prova un'assoluta venerazione per Aby e ne asseconda ogni piano. Ha uno stile dark. A differenza degli altri 'White cats' Somali non sembra interessarsi della rivalità con i 'Black dogs': Aby è tutto il suo mondo, e il suo desiderio è diventare una donna degna di stargli accanto. Dopo la fine della scuola diventa una wrestler professionista e corona il suo sogno di sposare Aby. Il suo nome deriva dal gatto somalo.
Amelia Kurl (アメリア・カール ?, Ameria Kāru)
Matricola dei White Cats, è la figlia di Annie Curl, direttrice del dormitorio dei White Cats. Manifesta insofferenza nei confronti delle regole, tanto da vestirsi in modo appariscente e contrario al regolamento scolastico, e detesta chiunque le rispetti, soprattutto sua madre. Quando fa amicizia con Juliet, però, cambia atteggiamento. Amelia non condivide l'antagonismo fra White Cats e Black Dogs, infatti non si fa problemi a stringere amicizia con Kougi e Shuna e a sostenere la relazione di Juliet con Romio. Il suo nome deriva dalla razza felina American curl.
Annie Kurl (White Cats Housemistress?, ホワイトキャッツハウスミストレス, Howaito Kyattsu Hausumisutoresu)
È la direttrice del dormitorio dei White Cats. È una signora elegante, severa e attenta alla disciplina; quando viene contrariata, si comporta in modo violento. Litiga spesso con direttore dei Black Dogs lasciandosi andare a parole e gesti da teppista. È la madre di Amelia, con cui ha un rapporto conflittuale.

### Consiglio studentesco
Airu Inuzuka (犬塚藍瑠?, Inuzuka Airu)
Doppiato da: Daisuke Ono
È il fratello maggiore di Romio e il Presidente del consiglio studentesco. È uno studente autorevole e rispettato, e ha una forza fisica addirittura superiore a quella di Romio. Alla morte di suo padre è diventato da giovanissimo il capofamiglia del clan Inuzuka e ha maturato un atteggiamento inflessibile per meglio di proteggere l'onore e il benessere della famiglia; perciò è sempre molto severo con Romio e sospettoso della sua relazione con Juliet. Per mettere alla prova il legame tra i due permette a Leon, dallo spiccato spirito nazionalista, di candidarsi alla presidenza del consiglio studentesco. Non è animato da particolare odio verso i 'White cats': suo compito è piuttosto mantenere l'ordine all'interno della scuola. Nell'epilogo della storia è diventato un parlamentare della Touwa. Il suo cognome è un riferimento alla razza canina shiba inu. Ironicamente, Airu ama i cani, ma questi non amano lui.
Cait Sith (ケット シィ?, Ketto Shii)
Doppiata da: Kazuyuki Okitsu
Prefetto capo dei 'White cats' nel consiglio studentesco, ha un carattere svagato e un umorismo volgare che contrasta molto con il suo aspetto nobile e spesso lo rende il bersaglio dei rimproveri di Sieber. È un bravo combattente, dai movimenti veloci e scattanti. Non è estraneo alla rivalità fra 'White cats' e 'Black dogs', e spesso cerca di provocare Airu denigrando i 'Black dogs'. È piuttosto vanitoso e vede in Aby un degno successore, tant'è che lo accetta come suo assistente. Dopo la scuola diventa un pediatra. Sembra avere un debole per Sieber; in occasione del matrimonio di Romio e Juliet le chiede di sposarlo. Il suo nome deriva da "Cat Sith", dispettoso spirito della mitologia celtica avente sembianze di gatto.
Kochō Wan (王 胡蝶?, Wan Kochō)
Doppiata da: Rina Hidaka
È la sorella gemella di Teria e un Prefetto dei 'Black dogs'. Nonostante abbia solo 14 anni, grazie alla sua intelligenza ha saltato diversi anni di scuola, tanto che si trova un anno avanti a Romio. Entrambe le gemelle vorrebbero essere considerate delle amiche invece che delle figure d'autorità dal corpo studentesco. Delle due gemelle è quella più vivace e dinamica ed è molto versata nella chimica e nella farmacia, difatti dopo la scuola si dedica al campo della farmacia. Sembra avere un debole per Inuzuka Airu, che chiama "Ai-chan". Il suo nome è un riferimento alla razza Kochou.
Teria Wan (王 手李亞?, Wan Teria)
Doppiata da: Yui Ogura
È la sorella gemella di Kocho, e come lei ha saltato qualche anno di scuola ed è attualmente un Prefetto dei 'Black dogs', ruolo che ha accettato solo per non doversi separare dalla sorella. Tutte e due vorrebbero essere considerate delle amiche invece che delle figure d'autorità. Ha un carattere timido e remissivo e spesso molto dipendente dalla sorella; l'amicizia con Romio, che ne diviene l'assistente, la fa diventare più aperta e volenterosa nell'assolvere ai suoi doveri di prefetto. Si innamora di Romio e tenta impacciatamente di conquistarlo, sostenuta e consigliata da Kocho. Teria è molto dotata nell'ingegneria e nella meccanica, difatti da adulta diventa un ingegnere robotico. "Teria" è la pronuncia giapponese di Terrier.
Anne Sieber (アン・サイベル?, An Saiberu)
Doppiata da: Sumire Uesaka
Segretaria del consiglio studentesco, ha un carattere severo e intransigente, il che la rende anche più temuta di Cait Sith tra i 'White cats'. Nasconde una debolezza per i peluche e per tutto quanto è "kawaii". Ha stima di Juliet, che ne diventa l'assistente, mentre si comporta in modo insofferente verso Cait Sith, di cui deve sempre frenare le intemperanze. Dopo la scuola i due lavorano presso lo stesso ospedale, rispettivamente come infermiera e medico, e si mettono insieme. "Sieber" deriva da "siberian cat", Siberiano.
Journey Rex (ジャーニー・レックス?, Jānī Rekkusu)
Doppiato da: Takanori Hoshino
È un prefetto dei 'White cats' con la fissazione di voler essere a tutti i costi sia forte sia carino: per questo va in giro abbigliato da ragazza nonostante sia un individuo grosso e muscoloso, sostenendo che un vero uomo non debba vergognarsi di apparire carino. Non tollera che ci si faccia beffe del suo abbigliamento ridicolo. Quando accetta Scott come assistente, gli impone di praticare i suoi allenamenti nonché di vestirsi da ragazza. Il suo nome è un riferimento alla razza Rex (Cornish rex, Devon rex etc.).

### Altri personaggi
Chiwa Inuzuka (犬塚 千和?, Inuzuka Chiwa)
È la madre di Airu e Romio, una donna dolce e affettuosa ma un po' sbadata. Vive nella Touwa. Grazie a un diario rinvenuto da Juliet alla Dahlia Academy si scopre che quando era una studentessa ebbe una relazione con Turkish Persia, uno dei White Cats, ma poi fu scoperta e cacciata dalla scuola. Nonostante le avversità del passato, si è ricostruita una vita felice, e di quel periodo conserva dei ricordi preziosi. È favorevole alla relazione di suo figlio con Juliet, però si preoccupa delle difficoltà che potrebbero incontrare. Il suo nome deriva da Chiwawa.
Ragdoll Persia (ラグドール・ペルシア?, Ragudōru Perushia)
È la madre di Juliet, una donna severa ma molto attenta al benessere della figlia, con cui si comporta da 'tsundere'. Buona forchetta e amante delle cose carine, è una famosa attrice dell'Ovest e il suo nome deriva dalle due razze Ragdoll e dal gatto persiano.
Turkish Persia (ターキッシュ・ペルシア ?, Tākisshu Perusia)
È un conte, marito di Ragdoll e padre di Juliet. È un individuo freddo, severo e conservatore, anche a causa del suo passato difficile: alla Dahlia Academy aveva una relazione con Chiwa dei Black Dogs, e per questo fu scoperto, cacciato da scuola e diseredato dalla sua famiglia, e dovette lavorare duramente per riconquistare la sua posizione. Prova dei sensi di colpa nei confronti di Chiwa, con cui ha perso i contatti, per averla condotta a un destino miserabile; non volendo che sua figlia soffra la stessa sorte, decide di ritirare Juliet dalla Dahlia Academy per separarla da Romio, ma alla fine si dispone a sostenere sua figlia e a riconoscerla come il suo successore. In occasione del matrimonio di Romio e Juliet si rappacifica con Chiwa. Il suo nome viene da Turkish Van.

## Media

### Manga
La serie è scritta e disegnata da Yōsuke Kaneda. La serializzazione è iniziata sull'ottavo numero di Bessatsu Shōnen Magazine del 2015 (con il capitolo pilota della serie pubblicato sul primo numero del 2015) ed è stata poi trasferita su Weekly Shōnen Magazine dal 27 settembre 2017. L'ultimo capitolo è stato pubblicato il 4 settembre 2019. Dalla sua pubblicazione al 17 luglio 2019, i capitoli del manga sono stati raccolti in sedici volumi tankōbon. La serie è pubblicata in formato digitale in lingua inglese da Kodansha USA, che ha pubblicato il primo volume sotto l'etichetta Kodansha Comics il 10 aprile 2018.
| Nº | Data di prima pubblicazione | Data di prima pubblicazione                                                 | Data di prima pubblicazione |
| Nº | Giapponese                  | Giapponese                                                                  |                             |
| -- | --------------------------- | --------------------------------------------------------------------------- | --------------------------- |
| 1  | 9 novembre 2015             | ISBN 978-4-06-395526-2                                                      |                             |
| 2  | 8 aprile 2016               | ISBN 978-4-06-395641-2                                                      |                             |
| 3  | 9 settembre 2016            | ISBN 978-4-06-395751-8                                                      |                             |
| 4  | 9 febbraio 2017             | ISBN 978-4-06-395862-1                                                      |                             |
| 5  | 9 agosto 2017               | ISBN 978-4-06-510101-8 (ed. regolare) ISBN 978-4-06-510224-4 (ed. limitata) |                             |
| 6  | 15 dicembre 2017            | ISBN 978-4-06-510545-0                                                      |                             |
| 7  | 16 marzo 2018               | ISBN 978-4-06-511071-3                                                      |                             |
| 8  | 15 giugno 2018              | ISBN 978-4-06-511613-5                                                      |                             |
| 9  | 14 settembre 2018           | ISBN 978-4-06-512604-2 (ed. regolare) ISBN 978-4-06-513071-1 (ed. limitata) |                             |
| 10 | 17 ottobre 2018             | ISBN 978-4-06-512995-1                                                      |                             |
| 11 | 17 dicembre 2018            | ISBN 978-4-06-513488-7 (ed. regolare) ISBN 978-4-06-514689-7 (ed. speciale) |                             |
| 12 | 15 febbraio 2019            | ISBN 978-4-06-514128-1                                                      |                             |
| 13 | 17 maggio 2019              | ISBN 978-4-06-514886-0                                                      |                             |
| 14 | 17 luglio 2019              | ISBN 978-4-06-515311-6                                                      |                             |
| 15 | 17 settembre 2019           | ISBN 978-4-06-516450-1                                                      |                             |
| 16 | 15 novembre 2019            | ISBN 978-4-06-517359-6 (ed. regolare) ISBN 978-4-06-517632-0 (ed. speciale) |                             |

### Anime
Una serie televisiva anime da 12 episodi è stata annunciata nel marzo 2018. La serie è diretta da Seiki Takuno e animata da Liden Films, con Takao Yoshioka che si occupa degli script, Yūki Morimoto del character design e Masaru Yokoyama della musica. L'anime è stato trasmesso dal 6 ottobre al 22 dicembre 2018 su MBS ed è stato pubblicato in simulcast in streaming da Amazon Prime Video in varie parti del mondo, Italia inclusa. Le sigle di apertura e chiusura sono rispettivamente Love With You dei fripSide e Someday Until The World Changes (いつか世界が変わるまで?) di Riho Iida.

#### Episodi
| Nº | Titolo italiano Giapponese 「Kanji」 - Rōmaji                                                                  | In onda          | In onda |
| Nº | Titolo italiano Giapponese 「Kanji」 - Rōmaji                                                                  | Giapponese       |         |
| 1  | Romio Inuzuka e Juliet Persia 「犬塚露壬雄とジュリエット・ペルシア」 - Inuzuka Romio to Perushia Jurietto      | 6 ottobre 2018   |         |
| 2  | Rosario e Juliet 「ロザリオとジュリエット」 - Rozario to Jurietto                                              | 13 ottobre 2018  |         |
| 3  | Romio e la Principessa Char 「露壬雄とシャル姫」 - Romio to sharu hime                                         | 20 ottobre 2018  |         |
| 4  | Romio e Hasuki 「露壬雄と蓮季」 - Romio to Hasuki                                                              | 27 ottobre 2018  |         |
| 5  | Romio e il festival dello sport 「露壬雄と体育祭」 - Romio to taiikumatsuri                                    | 3 novembre 2018  |         |
| 6  | Juliet e il festival dello sport 「ジュリエットと体育祭」 - Jurietto to taiikumatsuri                          | 10 novembre 2018 |         |
| 7  | Romio e Juliet e il festival dello sport 「露壬雄とジュリエットと体育祭」 - Romio to Jurietto to taiikumatsuri | 17 novembre 2018 |         |
| 8  | Romio e i Prefetti 「露壬雄と監督生」 - Romio to Purifekuto                                                    | 24 novembre 2018 |         |
| 9  | Romio e Char e il Regalo 「露壬雄とシャルとプレゼント」 - Romio to Sharu to purezento                          | 1º dicembre 2018 |         |
| 10 | Romio e Airu 「露壬雄と藍瑠」 - Romio to Airu                                                                  | 8 dicembre 2018  |         |
| 11 | Romio e Juliet e il Compleanno 「露壬雄とジュリエットと誕生日」 - Romio to Jurietto to tanjōbi                 | 15 dicembre 2018 |         |
| 12 | Romio e Juliet 「露壬雄とジュリエット」 - Romio to Jurietto                                                    | 22 dicembre 2018 |         |

La serie viene pubblicata per il mercato home video giapponese in Blu-ray Disc dal 22 dicembre 2018 al 20 marzo 2019.
| Volume | Episodi | Data di pubblicazione |
| ------ | ------- | --------------------- |
| 1      | 1–3     | 22 dicembre 2018      |
| 2      | 4–6     | 25 gennaio 2019       |
| 3      | 7–9     | 22 febbraio 2019      |
| 4      | 10–12   | 20 marzo 2019         |

## Curiosità
- I nomi di Inuzuka Romio e Juliet Percia rimandano a quelli di Romeo Montecchi e Giulietta Capuleti, protagonisti della celebre tragedia di William Shakespeare. I loro cognomi e i nomi dei comprimari sono invece tratti dal regno animale: i Black Dogs prendono il nome da canidi originari dell'Asia, i White Cats da felini dell'Europa e dell'America.
- Nel manga compare un episodio di una pagina disegnato da Aka Akasaka, autore di Kaguya-sama: Love is War,altro manga di ambientazione scolastica su una tragicomica storia d'amore. Si tratta di un crossover in cui le due coppie di innamorati protagonisti dei due manga si incontrano e si confrontano, con Juliet che si esibisce nella stessa posa che assume sempre Kaguya Shinomiya nel dire Che carino.

### Annotazioni al testo
1. ↑  La serie viene indicata sui siti ufficiali e di informazioni con la data di inizio al 5 ottobre alle ore 25:30 secondo il JST, corrispondente alle ore 01:30 del 6 ottobre secondo il sistema internazionale.

### Fonti
1. 1 2 3 4  (EN) Kishuku Gakkō no Juliet School Romantic Comedy Manga Gets TV Anime, su animenewsnetwork.com, Anime News Network, 14 marzo 2018. URL consultato il 14 marzo 2018.
2. 1 2  (EN) Rafael Antonio Pineda, Boarding School Juliet Manga Ends on September 4, su animenewsnetwork.com, Anime News Network, 27 agosto 2019. URL consultato il 28 agosto 2019.
3. ↑   Sara Roncaglia, ANIME: Dettagli sulla serie Kishuku gakkō no Juliet - ProjectNerd.it, su projectnerd.it. URL consultato il 20 settembre 2018.
4. ↑  (EN) Boarding School Juliet Anime Reveals New Cast Member, Visual, su Anime News Network, 1º giugno 2018. URL consultato il 1º giugno 2018.
5. ↑  (EN) Boarding School Juliet TV Anime Casts Tomokazu Sugita, su animenewsnetwork.com, Anime News Network, 15 agosto 2018. URL consultato il 15 agosto 2018.
6. ↑  (EN) Boarding School Juliet TV Anime Casts Yoshimasa Hosoya, su animenewsnetwork.com, Anime News Network, 18 agosto 2018. URL consultato il 18 agosto 2018.
7. ↑  (EN) Boarding School Juliet TV Anime Casts Hiro Shimono, su animenewsnetwork.com, Anime News Network, 20 agosto 2018. URL consultato il 20 agosto 2018.
8. 1 2  (EN) Boarding School Juliet TV Anime Casts Riho Iida, Kaede Hondo, su animenewsnetwork.com, Anime News Network, 5 settembre 2018. URL consultato il 5 settembre 2018.
9. ↑  (EN) Boarding School Juliet Anime Reveals Visual, Cast Member for Chartreux, su animenewsnetwork.com, 8 giugno 2018. URL consultato l'8 giugno 2018.
10. ↑  (EN) Boarding School Juliet TV Anime Casts Hiroshi Kamiya, su animenewsnetwork.com, Anime News Network, 13 agosto 2018. URL consultato il 13 agosto 2018.
11. ↑  (EN) Boarding School Juliet TV Anime Casts Shinnosuke Tachibana, Eri Kitamura, su animenewsnetwork.com, Anime News Network, 24 agosto 2018. URL consultato il 24 agosto 2018.
12. ↑  (EN) Bording School Juliet TV Anime Casts Daisuke Ono, su animenewsnetwork.com, Anime News Network, 3 settembre 2018. URL consultato il 3 settembre 2018.
13. ↑  (EN) Boarding School Juliet TV Anime Casts Kazuyuki Okitsu, su animenewsnetwork.com, Anime News Network, 27 agosto 2018. URL consultato il 27 agosto 2018.
14. 1 2 3  (EN) Boarding School Juliet Anime Unveils Additional Cast, Song Artists, Amazon Streaming, 1st Video, su animenewsnetwork.com, Anime News Network, 3 agosto 2018. URL consultato il 3 agosto 2018.
15. ↑  (EN) Boarding School Juliet TV Anime Casts Sumire Uesaka, su animenewsnetwork.com, Anime News Network, 29 agosto 2018. URL consultato il 29 agosto 2018.
16. ↑  (EN) Boarding School Juliet TV Anime Casts Takanori Hoshino, su animenewsnetwork.com, Anime News Network, 31 agosto 2018. URL consultato il 31 agosto 2018.
17. ↑   Bessatsu Shonen Magazine 2015 Issue 8, su amzn.asia, Amazon, 9 agosto 2015. URL consultato il 29 maggio 2018.
18. ↑   Bessatsu Shonen Magazine 2015 Issue 1, su amzn.asia, Amazon, 9 dicembre 2014. URL consultato il 29 maggio 2018.
19. ↑  (JA) 敵対する男女のラブコメ「寄宿学校のジュリエット」週マガで移籍連載開始, su natalie.mu, Natalie, 27 settembre 2017. URL consultato l'8 settembre 2020.
20. 1 2  (JA) 寄宿学校のジュリエット（１４）, su kc.kodansha.co.jp, Kōdansha. URL consultato il 1º luglio 2019.
21. ↑  (EN) Kodansha Comics Announces 5 New Digital First Manga Licenses for April, su animenewsnetwork.com, Anime News Network, 1º aprile 2018. URL consultato il 9 aprile 2018.
22. ↑  (JA) 寄宿学校のジュリエット(1), su kc.kodansha.co.jp, Kōdansha. URL consultato il 14 marzo 2018.
23. ↑  (JA) 寄宿学校のジュリエット(2), su kc.kodansha.co.jp, Kōdansha. URL consultato il 14 marzo 2018.
24. ↑  (JA) 寄宿学校のジュリエット(3), su kc.kodansha.co.jp, Kōdansha. URL consultato il 14 marzo 2018.
25. ↑  (JA) 寄宿学校のジュリエット(4), su kc.kodansha.co.jp, Kōdansha. URL consultato il 14 marzo 2018.
26. ↑  (JA) 寄宿学校のジュリエット(5), su kc.kodansha.co.jp, Kōdansha. URL consultato il 14 marzo 2018.
27. ↑  (JA) 寄宿学校のジュリエット(5) 限定版, su kc.kodansha.co.jp, Kōdansha. URL consultato il 14 marzo 2018.
28. ↑  (JA) 寄宿学校のジュリエット(6), su kc.kodansha.co.jp, Kōdansha. URL consultato il 14 marzo 2018.
29. ↑  (JA) 寄宿学校のジュリエット(7), su kc.kodansha.co.jp, Kōdansha. URL consultato il 14 marzo 2018.
30. ↑  (JA) 寄宿学校のジュリエット（８）, su kc.kodansha.co.jp, Kōdansha. URL consultato il 13 dicembre 2018 (archiviato il 15 giugno 2018).
31. ↑  (JA) 寄宿学校のジュリエット（９）, su kc.kodansha.co.jp, Kōdansha. URL consultato il 13 dicembre 2018 (archiviato il 20 settembre 2018).
32. ↑  (JA) 寄宿学校のジュリエット（９）限定版, su kc.kodansha.co.jp, Kōdansha. URL consultato il 13 dicembre 2018 (archiviato il 20 settembre 2018).
33. ↑  (JA) 寄宿学校のジュリエット（１０）, su kc.kodansha.co.jp, Kōdansha. URL consultato il 13 dicembre 2018 (archiviato il 17 ottobre 2018).
34. ↑  (JA) 寄宿学校のジュリエット（１１）, su kc.kodansha.co.jp, Kōdansha. URL consultato il 13 dicembre 2018 (archiviato il 18 dicembre 2018).
35. ↑  (JA) 寄宿学校のジュリエット（１１）特装版, su kc.kodansha.co.jp, Kōdansha. URL consultato il 13 dicembre 2018 (archiviato il 16 dicembre 2018).
36. ↑  (JA) 寄宿学校のジュリエット（１２）, su kc.kodansha.co.jp, Kōdansha. URL consultato il 26 febbraio 2019.
37. ↑  (JA) 寄宿学校のジュリエット（１３）, su kc.kodansha.co.jp, Kōdansha. URL consultato il 25 aprile 2019.
38. ↑  (JA) 寄宿学校のジュリエット（１５）, su kc.kodansha.co.jp, Kōdansha. URL consultato il 2 agosto 2019.
39. ↑  (JA) 寄宿学校のジュリエット（１6）, su kc.kodansha.co.jp, Kōdansha. URL consultato il 2 agosto 2019.
40. ↑  (JA) 寄宿学校のジュリエット（１6）, su kc.kodansha.co.jp, Kōdansha. URL consultato il 2 agosto 2019.
41. ↑  (EN) Boarding School Juliet Anime Listed With 12 Episodes, su animenewsnetwork.com, Anime News Network, 21 settembre 2018. URL consultato il 21 settembre 2018.
42. ↑  (EN) Boarding School Juliet TV Anime Reveals Staff, Visual, October Premiere, su Anime News Network, 25 maggio 2018. URL consultato il 25 maggio 2018.
43. ↑  (EN) Boarding School Juliet TV Anime 2nd Promo Video reveals October 5 premiere, su animenewsnetwork.com, Anime News Network, 7 settembre 2018. URL consultato il 7 settembre 2018.
44. ↑  (EN) Karen Ressler, Boarding School Juliet Anime Debuts on Amazon Prime, su animenewsnetwork.com, Anime News Network, 5 ottobre 2018. URL consultato il 20 novembre 2018.
45. ↑   Roberto Addari, Amazon Prime Video, nuovi anime autunnali disponibili, su MangaForever.net, 16 ottobre 2018. URL consultato il 20 novembre 2018 (archiviato dall'url originale il 20 novembre 2018).
46. ↑  (EN, JA) Boarding School Juliet Vol.1 [Limited Release], su CDJapan.co.jp. URL consultato il 20 novembre 2018.
47. ↑  (EN, JA) Boarding School Juliet Vol.4 [Limited Release], su CDJapan.co.jp. URL consultato il 20 novembre 2018.
48. ↑  (JA) 寄宿学校のジュリエット 第1巻, su juliet-anime.com. URL consultato il 20 novembre 2018.
49. ↑  (JA) 寄宿学校のジュリエット 第2巻, su juliet-anime.com. URL consultato il 20 novembre 2018.
50. ↑  (JA) 寄宿学校のジュリエット 第3巻, su juliet-anime.com. URL consultato il 20 novembre 2018.
51. ↑  (JA) 寄宿学校のジュリエット 第4巻, su juliet-anime.com. URL consultato il 20 novembre 2018.